# Джафаров, Саиджамшид
Саиджамшид Джафаров (узб. Saidjamshid Jafarov; род. 16 января 1999, Бухара, Бухарская область, Узбекистан) — узбекистанский боксёр-любитель, выступающий в первой средней, и в средней весовых категориях. Член национальной сборной Узбекистана по боксу, серебряный призёр чемпионата мира (2023), двукратный чемпион Азии (2021, 2022), двукратный чемпион Узбекистана (2020, 2021), многократный победитель и призёр международных и национальных турниров в любителях.

## Биография
Саиджамшид Джафаров родился 16 января 1999 года, в городе Бухара, в Бухарской области, в Узбекистане.

## Любительская карьера

### 2020—2021 годы
В ноябре 2020 года он стал чемпионом Узбекистана в весе до 75 кг, в финале победив опытного Одилжона Аслонова.
В мае 2021 года стал чемпионом Азии в Дубае (ОАЭ) в категории до 75 кг, в финале спорно победив опытного казаха Абилхана Аманкула.
В начале ноября 2021 года в Белграде (Сербия) участвовал в чемпионате мира, в категории до 75 кг. Где он в 1/32 финала соревнований по очкам (5:0) победил словака Лукаса Фернеца, затем в 1/16 финала соревнований по очкам (5:0) победил японца Юито Мориваки, в 1/8 финала по очкам (5:0) победил азербайджанца Миршарифа Казимзаде, но в четвертьфинале — в конкурентном бою по очкам (2:3) проиграл боксёру из Таиланда Вирапону Джонгджохо, — который в итоге стал бронзовым призёром чемпионате мира 2021 года.
В декабре 2021 году он вновь стал чемпионом Узбекистана в весе до 75 кг, в финале победив Абдулазиза Абдупаттаева.

### 2022—2023 годы
В ноябре 2022 года вновь стал чемпионом Азии в Аммане (Иордания) в категории до 75 кг, в финале победив опытного казаха Нурканата Райыса.
11 декабря 2022 года в Абу-Даби (ОАЭ), на турнире IBA Champions’ Night в завершении III Global Boxing Forum, в рамках новой полупрофессиональной боксёрской серии IBA Pro Series, в 5-раундовом поединке раздельным решением судей проиграл чемпиону мира 2021 года — кубинскому боксёру Йоэнлису Эрнандесу.
В феврале 2023 года стал победителем в весе до 71 кг представительного международного турнира «Странджа» проходившего в Софии (Болгария), где он в полуфинале досрочно победил армянина выступающего за Данию Николая Тертеряна, а в финале победил опытного турка Тюгрулхана Эрдемира.
В мае 2023 года, в Ташкенте (Узбекистан) стал серебряным призёром чемпионата мира, в весе до 71 кг. Где он в 1/16 финала соревнований по очкам раздельным решением судей (4:1) победил боксёра из Мексики Марко Верде, затем в 1/8 финала прошёл пуэрториканца Анхеля Льяноса — который не вышел на бой, в четвертьфинале по очкам единогласным решением судей (5:0) победил россиянина Игоря Свиридченкова, в полуфинале по очкам раздельным решением судей (4:1) победил бразильца Вандерсона де Оливейра, но в финале по очкам единогласным решением судей (0:5) проиграл опытному казахстанскому боксёру Асланбеку Шымбергенову.